# ジャマイカ連立

ジャマイカ国旗

ジャマイカ連立 (独: Jamaika-Koalition、Schwampelと呼ばれることもある) とは、ドイツ政治におけるドイツキリスト教民主同盟/キリスト教社会同盟 (CDU/CSU) や自由民主党 (FDP)、緑の党の連立政権を意味する用語である。
ジャマイカ連立という言葉の由来は、連立を組む政党のシンボルカラーである保守系（CDU/CSU）の黒色、自由民主党 (FDP)の黄色、そして緑の党の緑色がジャマイカの国旗の配色と一致するという事実から来ている。
なお、これと比して、ドイツキリスト教民主同盟/キリスト教社会同盟 (CDU/CSU) やドイツ社会民主党 (SPD)、自由民主党 (FDP)の組み合わせによる連立政権は、それぞれの政党のシンボルカラーがドイツの国旗で用いられている3色と同じことからドイツ連立（独: Deutschland-Koalition）と呼称される（または黒・赤・黄連立ともいう。）。

## 歴史
2005年のドイツ連邦議会選挙の後、ジャマイカ連立は数の上で可能になり、初めて議論された。自由民主党 (FDP) はドイツ社会民主党 (SPD) と連立をしないと決定しており、ジャマイカ連立は数少ない選択肢の一つとして残されていたが、連立の提案を緑の党に拒否された。  
ザールラント州の緑の党の議員たちはCDU/CSUの連立を支持することを2009年の10月に発表し、州政府レベルではドイツ初のジャマイカ連立を形成した。左翼党の支援に依存しているザールランド州のSPDの少数派政権を防ぐ事が望まれており、それがこの動きを部分的に促した。2012年の1月にザールラント州での連立政権は失敗に終わった。
近年、ジャマイカ連立はシュレスヴィヒホルシュタイン州で政権を握っている。2017年のシュレスヴィヒホルシュタイン州議会選挙の後、ヴォルフガング・クビッキ率いるFDPとモニカ・ヘイノールド率いる緑の党の連立の形成によって、CDUの党首であるダニエル・ギュンターが連立政権の大臣主席に就任した。
2017年のドイツ連邦議会選挙の後、国政レベルにおけるジャマイカ連立の交渉は失敗している。初めに、SPDが野党復帰を発表した後、ドイツのための選択肢をかかわらせない唯一の実現可能な方法となった。移民問題やエネルギー政策において妥協点を見つけることが困難なことを引き合いに出し、FDPが議論から退いてしまったため連立交渉は失敗に終わった。結局この時はCDU/CSUとSPDの大連立政権が成立している。

## ブラック・トラフィック・ライト
ブラック・トラフィック・ライト（独: Schwarze Ampel もしくは、かばん語で Schwampel）は、ジャマイカ連立の別名である。この用語は、従来からSPD(赤)、FDP(黄)、緑の党による連立の呼び名としてある信号連立（独: Ampelkoalition） から派生した表現である。ブラック・トラフィック・ライトでは、SPDのシンボルカラーである赤色はCDUの黒色に置き換わっている。従来の信号連立はブランデンブルク州やブレーメン州、ラインラント＝プファルツ州で政権を握っていたことがある。略語であるシュワンペル (Schwampel) の確認されている最初の登場は、ドイツの日刊紙の1991年10月4日『ディー・ターゲスツァイトゥング』（ブレーメン州版）である。

## ベルギーでの用法
ベルギーではジャマイカ連立は、民主派（キリスト教民主フラームスや民主人道主義中道派、キリスト教社会党）、リベラル（フラームス自由民主や改革運動、自由と進歩のための党）、緑の党（フルンやエコロ）の連立を指す。ベルギー各党のシンボルカラー（オレンジや青色、緑など）はジャマイカ国旗とは一致しないものもあるが、この用語はドイツの政治学から取り込まれた。 このような連立は連邦、地域及び言語共同体、州レベルでは実現していないが、2018年のホルスベークのような様々な自治体などでは形成されている。